# Almiserà
Almiserà és un municipi del País Valencià de la comarca de la Safor. També coneguda com a Miserà, este topònim, segons Joan Coromines, prové de l'àrab al-misrâni i significa, 'els dos límits' (Coromines rebutja l'etimologia proposada per Asín Palacios al-misrâd 'el desert', perquè no té «fonament valencià, fonètic, filològic ni topogràfic […] i si no en té pel costat romànic, tampoc per l'aràbic»).

## Geografia

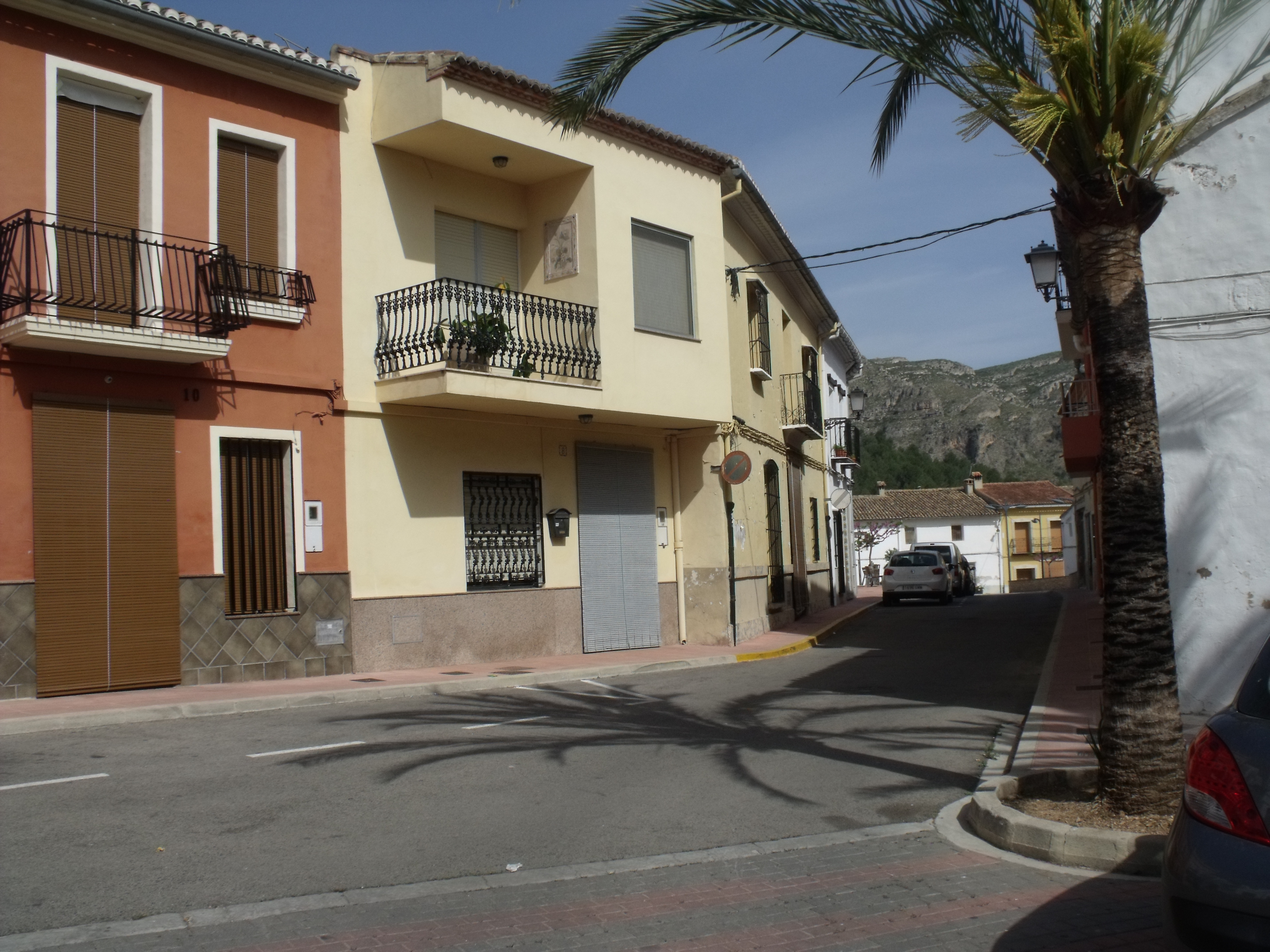
Vista del centre d'Almiserà

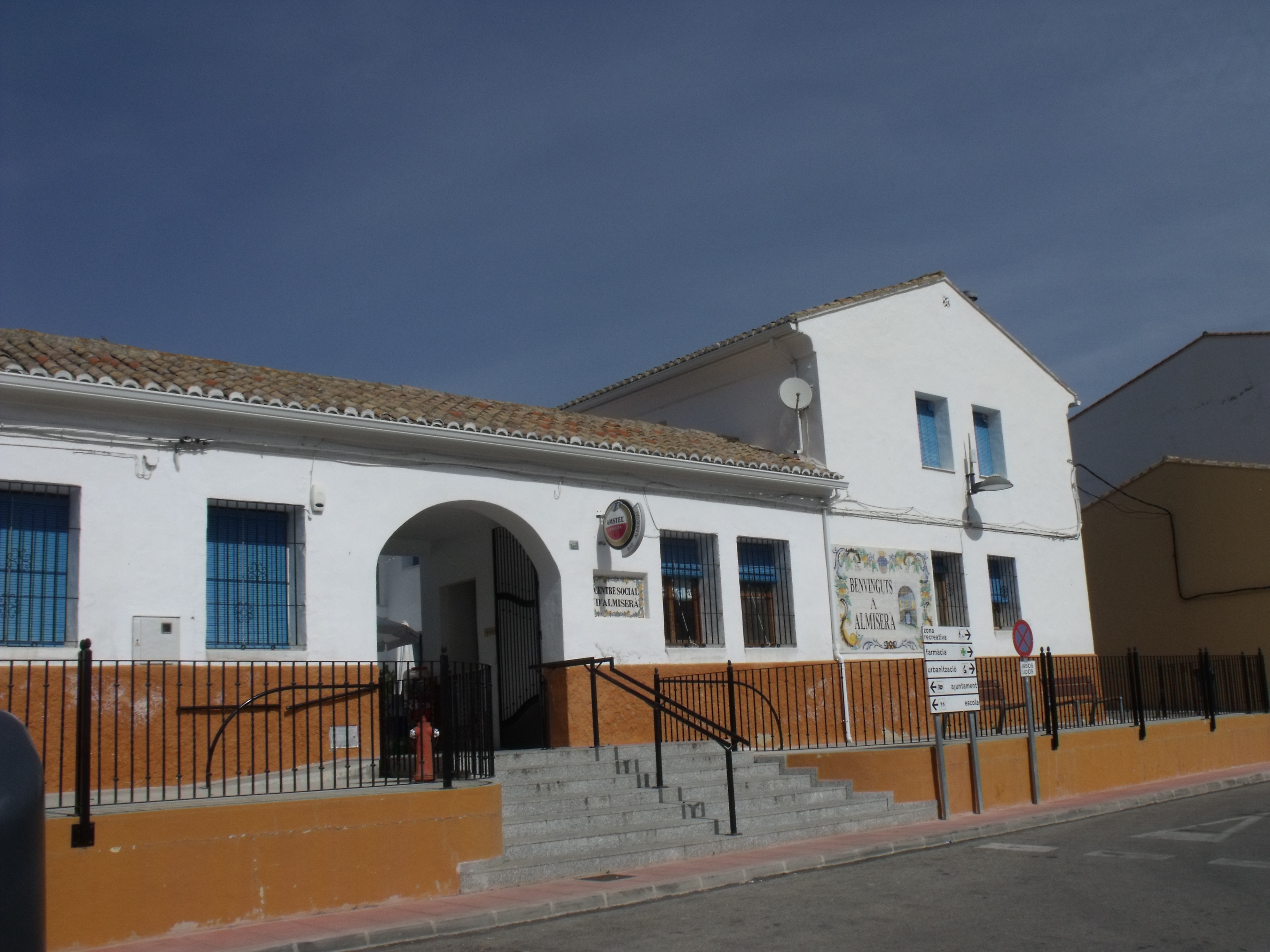
Centre Social d'Almiserà

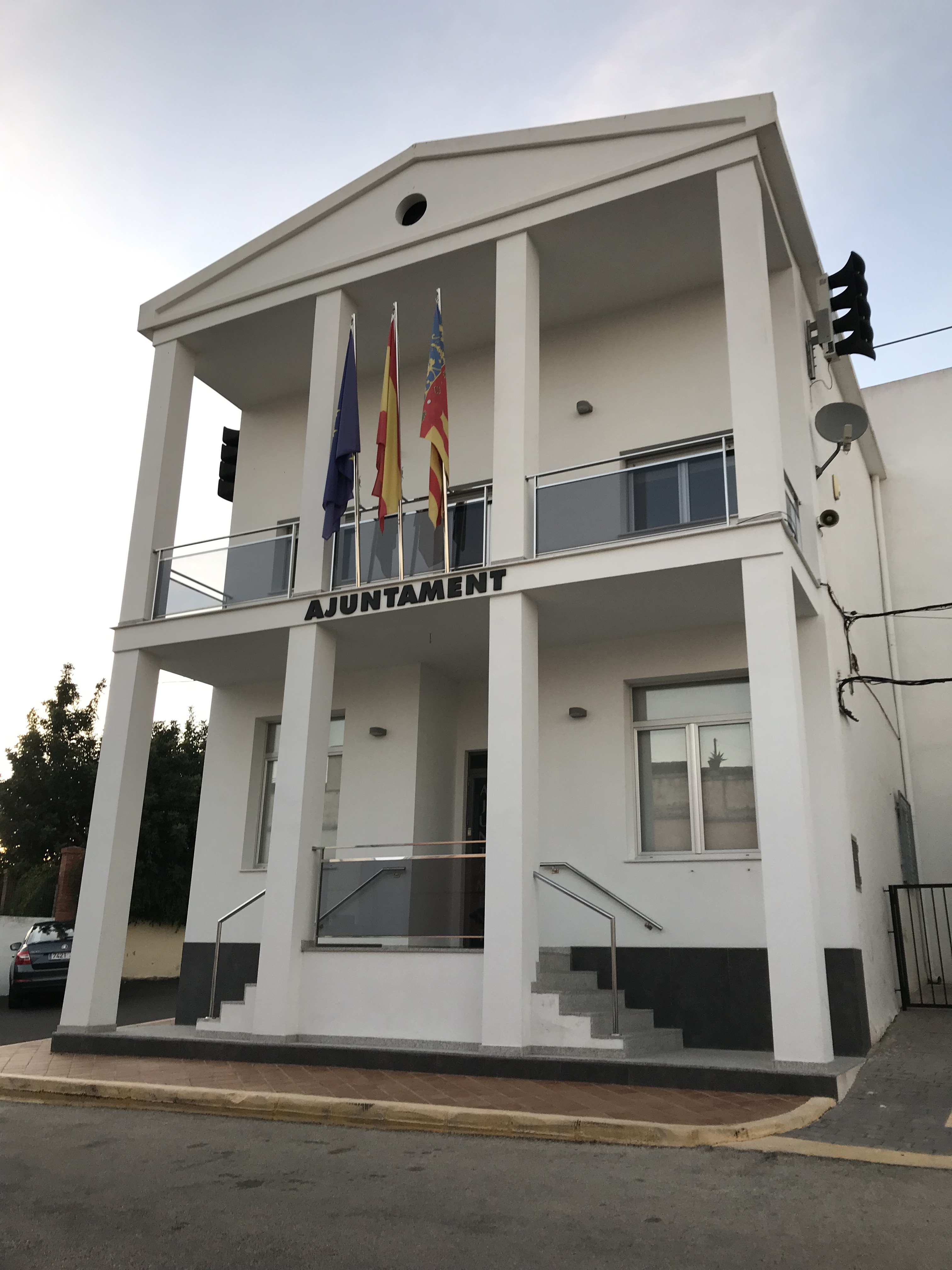
Ajuntament d'Almiserà

El terme està enclavat en el fons de la vall del Vernissa, riu que travessa el terme prop del nucli de població, separant-lo de Llocnou de Sant Jeroni. El terme és eminentment muntanyós, ja que se situa a la solana de la serra del Buixcarró, les principals altures són l'Alt de la Font Blanca (549 m.), el Picaio (557 m.) i el Tramús (236 m.). Diversos barrancs baixen de la serra per a desembocar al Vernissa com el de la Font de la Figuera o el barranc del Castell. L'extrem sud del terme és pla.

### Límits
| Llutxent  | Llutxent Ròtova        | Ròtova                      |
| Benicolet |                        | Alfauir                     |
| Terrateig | Llocnou de Sant Jeroni | Castellonet de la Conquesta |

### Accés
S'accedix a Almiserà des de l'autovia CV-60 després de creuar el municipi de Llocnou de Sant Jeroni.

## Història
Malgrat que s'han trobat restes d'una necròpoli romana al seu terme, l'origen és una alqueria musulmana que depenia del castell de Borró. Fou lloc de moriscos, i poc abans de la seua expulsió l'any 1609 el poble comptava amb 26 famílies. Va formar part del ducat de Gandia. Entre 1244 a 1707 va pertànyer a la governació del Xúquer i de 1822 a 1833, a causa de la repartició de les Corts de Cadis, a la província de Xàtiva.

## Demografia
| 1990 | 1992 | 1994 | 1996 | 1998 | 2000 | 2002 | 2004 | 2005 | 2007 | 2008 | 2009 | 2010 | 2014 | 2019 |
| ---- | ---- | ---- | ---- | ---- | ---- | ---- | ---- | ---- | ---- | ---- | ---- | ---- | ---- | ---- |
| 210  | 199  | 220  | 255  | 240  | 270  | 266  | 262  | 284  | 291  | 294  | 301  | 307  | 289  | 262  |

## Economia
El regadiu, gairebé tot destinat al cultiu del taronger, es rega amb aigües del riu Vernissa. Hi ha també pous artesans. En la zona del secà hi ha oliveres, ametllers, garroferes, vinya i cereals. La collita de raïm s'utilitza per a la producció de panses.

## Política i Govern

### Corporació municipal
El Ple de l'Ajuntament està format per 7 regidors. En les eleccions municipals de 28 de maig de 2023 foren elegits 3 regidors de Compromís per Almiserà (Compromís), 2 del Partit Popular (PP) i 2 del Partit Socialista del País Valencià (PSPV-PSOE).
| Eleccions municipals de 28 de maig de 2023 - Almiserà |                                          |                                     |                                     |      |         |          |
| Candidatura | Candidatura                              | Candidatura                         | Cap de llista                       | Vots | Vots    | Regidors |
| | Compromís per Almiserà                   |                                     | Pau Canet Banyuls                   | 79   | 37,62%  | 3 (+1)   |
| | Partit Popular                           |                                     | José Juan Mascarell Camarena        | 68   | 32,38%  | 2 (-1)   |
| | Partit Socialista del País Valencià-PSOE |                                     | Maria Teresa Pedro Melis            | 63   | 30,00%  | 2 ()     |
| | Vots en blanc                            |                                     |                                     | 1    | 0,5%    |          |
| Total vots vàlids i regidors | Total vots vàlids i regidors             | Total vots vàlids i regidors        | Total vots vàlids i regidors        | 211  | 100 %   | 7        |
| | Vots nuls                                | Vots nuls                           | Vots nuls                           | 0    | 0%      |          |
| Participació (vots vàlids més nuls) | Participació (vots vàlids més nuls)      | Participació (vots vàlids més nuls) | Participació (vots vàlids més nuls) | 211  | 91,3%** |          |
| Abstenció | Abstenció                                | Abstenció                           | Abstenció                           | 20*  | 8,7%**  |          |
| Total cens electoral | Total cens electoral                     | Total cens electoral                | Total cens electoral                | 231* | 100 %** |          |
| Alcalde: Pau Canet Banyuls (Compromís) (17/06/2023) Per ser la llista més votada, després de no haver obtingut majoria absoluta dels regidors (3 vots de Compromís) |                                          |                                     |                                     |      |         |          |
| Fonts: JEC, JEZ Gandia, M. Interior, Periòdic Ara. (* No són vots sinó electors. ** Percentatge respecte del cens electoral.)                                       |                                          |                                     |                                     |      |         |          |

### Alcaldia
Des de juny de 2023 l'alcalde d'Almiserà és Pau Canet Banyuls de Compromís
| Període                       | Alcalde o alcaldessa                                   | Partit polític      | Data de possessió     | Observacions        |
| ----------------------------- | ------------------------------------------------------ | ------------------- | --------------------- | ------------------- |
| 1979–1983                     | José Martínez Faus                                     | UCD                 | 19/04/1979            | --                  |
| 1983–1987                     | Fernando Camarena Climent                              | PSPV-PSOE           | 28/05/1983            | --                  |
| 1987–1991                     | Fernando Camarena Climent                              | PSPV-PSOE           | 30/06/1987            | --                  |
| 1991–1995                     | Fernando Camarena Climent                              | PSPV-PSOE           | 15/06/1991            | --                  |
| 1995–1999                     | José Juan Mascarell Camarena Fernando Camarena Climent | PP PSPV-PSOE        | 17/06/1995 15/12/1995 | Moció de censura -- |
| 1999–2003                     | Vicente Miguel Miñana Martínez                         | PP                  | 03/07/1999            | --                  |
| 2003–2007                     | Vicente Miguel Miñana Martínez                         | PP                  | 14/06/2003            | --                  |
| 2007–2011                     | Vicente Miguel Miñana Martínez                         | PP                  | 16/06/2007            | --                  |
| 2011–2015                     | José Juan Mascarell Camarena                           | PP                  | 11/06/2011            | --                  |
| 2015–2019                     | José Juan Mascarell Camarena                           | PP                  | 13/06/2015            | --                  |
| 2019-2023                     | Pau Canet Banyuls Maria Teresa Pedro Melis             | Compromís PSPV-PSOE | 15/06/2019 19/06/2021 | Pacte de govern --  |
| Des de 2023                   | Pau Canet Banyuls                                      | Compromís           | 17/06/2023            | --                  |
| Fonts: Generalitat Valenciana |                                                        |                     |                       |                     |

## Monuments d'interés

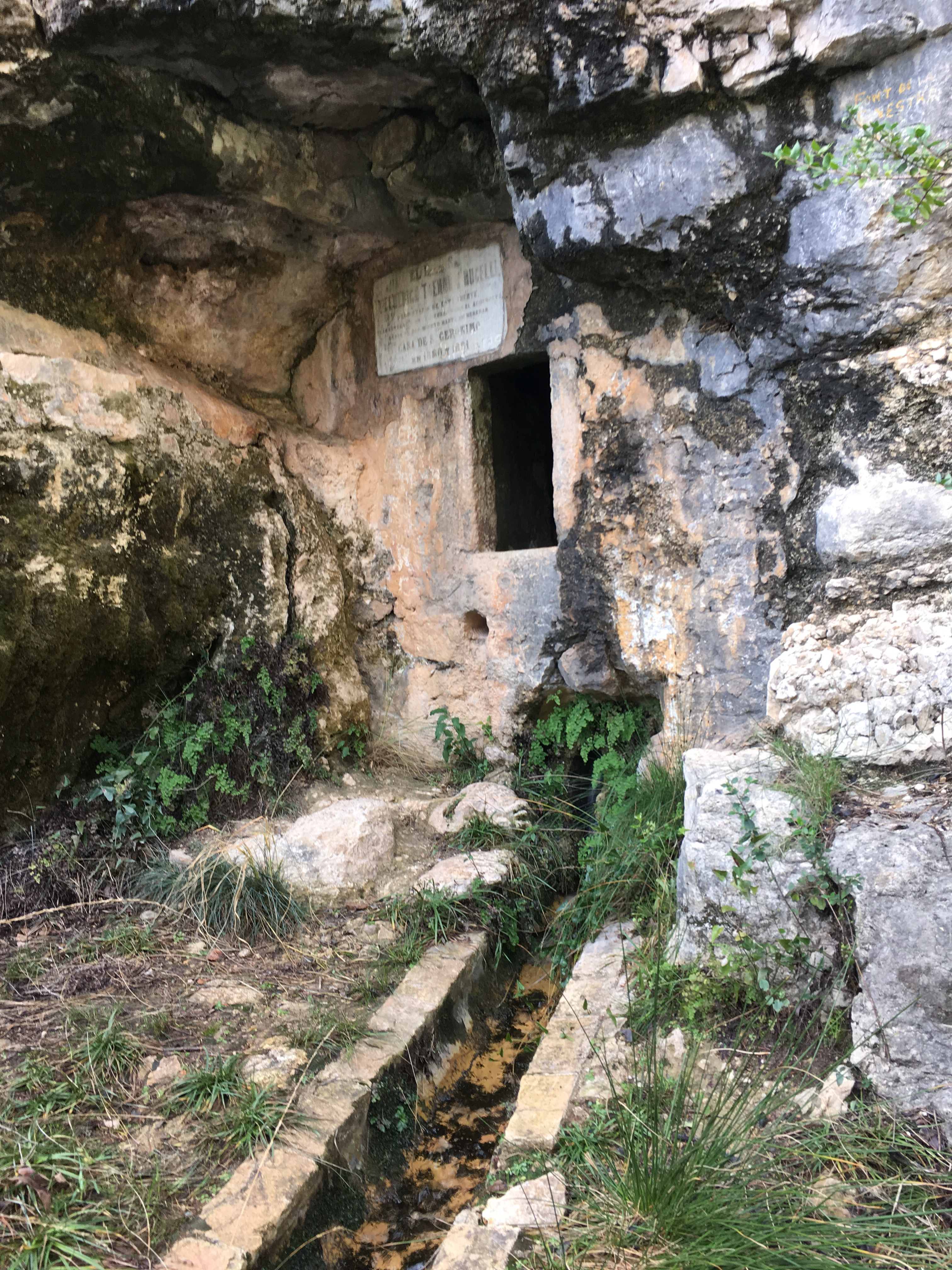
Font de la Finestra

- Església de la Nativitat de Nostra Senyora. D'estil neoclàssic, data de 1768 i va ser remodelada el 1940.
- Castell de la Serra, també anomenat d'Almiserà o de Vilella. Castell-refugi d'origen musulmà; abandonat rere la conquesta, actualment no romanen més que escasses ruïnes. Les seves restes es troben en una muntanya del terme municipal.
- Safareig. Es troba al sud-est del municipi. Per al seu funcionament, s'aprofiten les aigües de la séquia mare d'Almiserà.
- Font de la Finestra. Situada al barranc de la Falzia.
- Molí d'Almiserà o de Barrina. Molí hidràulic tradicional en ús fins al 1958. És un molí amb bassa d'acumulació de 20x18 m². L'aigua li arriba per una séquia des de l'assut d'Almiserà. Es troba en bon estat, conservant la maquinària del molí clàssic.
- Patrimoni hidràulic. A l'entorn de la localitat es troben diverses construccions per a canalitzar l'aigua del riu Vernissa, per a l'agricultura de regadiu. Destaquen els següents assuts i fonts: Assut Antic del Balançat, Assut de la Séquia Mare, Assut Nou del Balançat i Sifó de la Séquia Mare de Ròtova.

## Festes i celebracions
Les festes patronals estan dedicades en honor de Santa Úrsula i se celebren el 21 d'octubre.
També destaquen les festes de l'estiu, que se celebren la darrera setmana del mes d'agost. Tradicionalment hi ha quatre dies grans: el primer dia, la Vespra, on se celebra el començament de les festes; el segon dia, El dia de l'Ajuntament, que està dedicat a Santa Úrsula; el tercer dia, El dia dels joves, dedicat a la Puríssima; i el quart dia, anomenat El dia dels festers casats dedicat al Crist de l'Empar.

## Gastronomia
En l'àmbit de la gastronomia destaquem les coques de dacsa a la calfó, el pa al forn de llenya i una ampla varietat d'arrossos. A més a més podem gaudir dels dolços com ara les coques cristines, carquinyols i pastissos de glòria.